# Жеро III (граф Арманьяк)
Жеро III (фр. Géraud III d'Armagnac; д/н — 1160) — 6-й граф Арманьяк в 1110—1160 роках.

## Життєпис
Походив з Дому Арманьяк. Старший син Бернара III, графа Арманьяк, та Альпаїзи де Тюренн. 1110 року після смерті батька успадкував Арманьяк. Був доволі молодою людиною, тому правив за регентства матері. 1119 року оженився на спадкоємиці Дому Фезансак, спорідненого Дому Арманьяк. Згодом вступив у конфлікт з Бернаром II де Сен-Крісті, архієпископом Оша, щодо влади над місто Ош. Боротьба продовжилася з наступником останнього — Вільгельмом II д'Андозілем.
Спільно з дружиною керував графством Фезансак. Близько 1140 року його син став спадкоємцем графства Фезансак. Зберігав вірність герцогам Аквітанії. Основні зусилля спрямовав на зміцнення влади всередині підпорядкованих графств. Помер 1160 року. Йому спадкував син Бернар IV.

## Родина
Дружина — Анісель, донька Астанови II, графа Фезансак
Діти:
- Бернар (д/н—1193), граф Арманьяк і Фезансак
- Маскароза (д/н—після 1150), дружина Одо I де Ломаня, сеньйора де Фімаркона